# Lijst van wapens van Liechtensteinse gemeenten
Dit artikel bevat een lijst van wapens van Liechtensteinse gemeenten. Liechtenstein is ingedeeld in elf gemeenten, die allemaal een eigen wapen hebben. 

Het wapen van Balzers
Het wapen van Eschen
Het wapen van Gamprin
Het wapen van Mauren
Het wapen van Planken
Het wapen van Ruggell
Het wapen van Schaan
Het wapen van Schellenberg
Het wapen van Triesen
Het wapen van Triesenberg
Het wapen van Vaduz